# تسفي هوزر
تسفي هوزر (بالعبرية: צבי האוזר‏) هو محامي إسرائيلي، ولد في 5 يوليو 1968 في رمات غان في إسرائيل.